# الرهينة (رواية)
الرهينة هي رواية للأديب اليمني زيد مطيع دماج، صدرت الطبعة الأولى لها عن دار الآداب للنشر والتوزيع في بيروت عام 1984م، وتم اختيارها كواحدة من أفضل 100 رواية عربية في القرن العشرين.
تُرجمت الرواية إلى اللغة الفرنسية، والإنجليزية،  وكذلك الألمانية والهندية والروسية والصربية. وتم اختيارها ضمن بواكير الأعمال الإبداعية المنشورة في مشروع اليونسكو (كتاب في جريدة) - العدد الرابع.
وأعيد طبع الرواية بالعربية الطبعة الثانية عن دار الشؤون الثقافية (بغداد) 1988م، والطبعة الثالثة عن رياض الريس للكتب والنشر (بيروت) 1997م،  والرابعة عن الهيئة المصرية العامة للكتاب (القاهرة) 1999م،  وأما الطبعة الخامسة - اتحاد الأدباء والكتاب اليمنيين (صنعاء) 2010م.
وصدرت الطبعة السادسة للرواية عن دار أروقة للنشر في 2014.

## الرواية
الرهينة مكتوبة بلغة بسيطة جذابة ومختصرة كانت ولازالت محل اهتمام النقاد وكتاب الرواية العربية. وحول الرهينة كتبت الكثير من الدراسات والمقالات الأدبية والأطروحات الأكاديمية في اليمن وخارجه. والرهينة هي التي أعطت الأديب زيد مطيع دماج شهرته العربية والعالمية مما حدى ببعض النقاد إلى القول أن الرهينة بقدر ما أنصفت لدماج موهبته الروائية بقدر ما أثرت سلباً على ظهور نتاجه القصصي الذي لا يقل تميزاً عن الرهينة. وتقدر عدد النسخ المباعة حتى الآن إلى 100 ألف نسخة مسجلة بذلك رقماً قياسياً بالنسبة للرواية اليمنية والعربية.

## الترجمات
ترجمت الرواية إلى عدة لغات:
- ترجمت إلى الفرنسية عام 1991م عن دار EDIFRA.
- ترجمت إلى الإنجليزية عام 1994م عن دار INTERLINK BDDK.
- ترجمت إلى الألمانية عام 1999م.
- ترجمت إلى الروسية واليابانية والأسبانية (1988م-2003م).
- ترجمت إلى الهندية عام 2006م.
- ترجمت إلى الصربية عام 2007م.
- ترجمت إلى الفرنسية مرة أخرى عن دار «زويه» السويسرية (سويسرا) عام 2013م.[7]